# Cortinariaceae
Cortinariaceae är en familj av svampar inom ordningen skivlingar. Familjen har fått sitt namn från sitt största släkte, svampsläktet spindlingar (lat. Cortinarius). Hebeloma, Gymnopilus, Galerina och Inocybe är några exempel på andra anmärkningsvärda släkten inom familjen. Flera tidigare självständiga släkten, såsom Dermocybe och Rozites, ligger inom släktet Cortinarius som det nu står.
Familjen står för totalt 2 104 arter bland 12 släkten.
Flera arter inom familjen innehåller toxiskt gift som inte förstörs vid kokning och kan bland annat orsaka svåra skador på levern. Det dödliga toxinet orellanin har påträffats i minst 34 arter i Cortinariaceaefamiljen, medan det lika dödliga toxinet amanitin har också påträffats i minst 7 arter.